# Niegłowice (Jasło)
Niegłowice – część miasta Jasło, utworzona z północnych części sąsiedniej wsi Niegłowice. Leży na południe od centrum miasta, w okolicach ulicy Niegłowickiej. Znajduje się tu przystanek kolejowy Jasło Niegłowice.

## Historia
Niegłowice to dawna wieś i gmina jednostkowa w powiecie jasielskim, za II RP w woј. krakowskim. W 1934 w nowo utworzonej zbiorowej gminie Jasło, gdzie utworzyła gromadę. Część Niegłowic włączono do Jasła już 1 kwietnia 1934.
Podczas II wojny światowej w gminie Jaslo w powiecie Jaslo w dystrykcie krakowskim (Generalne Gubernatorstwo). Liczyły wtedy 1174 mieszkańców.
Po wojnie znów w gminie Jasło w powiecie jasielskim, w nowo utworzonym województwie rzeszowskim. Jesienią 1954 zniesiono gminy tworząc gromady. Niegłowice weszły w skład nowo utworzonej gromady Niegłowice.
1 stycznia 1970 z gromady Niegłowice wyłączono część terenów wsi Niegłowice o powierzchni 117,1197 ha włączając je do miasta Jasła. Kolejne tereny wsi Niegłowice dołączono do Jasła 1 stycznia 1973.